# Zelica apollinairei
Zelica apollinairei är en fjärilsart som beskrevs av Paul Dognin 1916. Zelica apollinairei ingår i släktet Zelica och familjen tandspinnare. Inga underarter finns listade i Catalogue of Life.